# Cardinal à poitrine rose
Pheucticus ludovicianus
Pour les articles homonymes, voir Pheucticus et Ludovicianus.
Espèce
Statut de conservation UICN

 LC  : Préoccupation mineure
Répartition géographique
- zone de nidification
- zone de migration
- zone d'hivernage

Le Cardinal à poitrine rose (Pheucticus ludovicianus) est une espèce d'oiseau granivore de la famille des Cardinalidae. Il est aussi connu sous les noms de Cardinal de la Louisiane et Gros bec à poitrine rose.

## Dénomination
Son nom latin vient du grec pheuktikos signifiant "timide" et de ludovicius signifiant "Louis", en référence à la Louisiane où il a été décrit pour la première fois par Brisson en 1760 sous le nom de "Gros-bec de Louisiane". On ne le trouve cependant en Louisiane que durant sa migration.

## Description
Le Cardinal à poitrine rose est un oiseau trapu, avec un bec clair, conique et massif. Il vit environ 9 ans et a une envergure de 28 à 33 centimètres. Les adultes mesurent de 19 à 21 centimètres de long et pèsent environ 47 grammes (de 38 à 49 grammes). L'adulte mâle est très distinct, avec la tête, les parties supérieures et la queue noires. Il porte une tache rouge rosé triangulaire sur la poitrine, et une tache blanche sur le croupion. Les parties inférieures, la double barre alaire, les taches sur les primaires et les coins de la queue sont blancs. Les pattes sont noirâtres. La femelle adulte ressemble quelque peu à un gros Roselin pourpré avec un sourcil blanc et les flancs rayés. Le chant du mâle ressemble à une version raffinée du chant du Merle d'Amérique.

### Vocalisations
"Tchik" bref et sec.

## Répartition et habitat

### Répartition
Le cardinal à poitrine rose niche au Canada et dans les États de l’est des États-Unis. En hiver, cette espèce migre du sud du Mexique jusqu’au Pérou et Venezuela en passant par l’Amérique centrale. On peut retrouver des cardinaux à poitrine rose en Europe de l’ouest à de rares occasions. Les feux contrôlés ont ouvert l’habitat dans les Grandes Plaines, ce qui a permis au Cardinal à poitrine rose d’étendre son aire de répartition vers l’ouest.[réf. nécessaire]

### Habitat
Le cardinal à poitrine rose est un oiseau généraliste que l'on trouve généralement en lisière de forêt et dans les fruticées. Dans son aire d’hivernage, on peut le retrouver dans les parcs et les jardins où il est attiré par les mangeoires.

## Écologie et comportement

### Alimentation
Le cardinal à poitrine rose se nourrit de graines, de baies ou d’insectes, en quantités équivalentes durant la saison des amours. Il se nourrit plutôt de fruits durant sa migration automnale.
Lorsqu'il chasse des insectes, il change fréquemment de perchoir (15 fois par minute), ramassant ses proies sur le feuillage des arbres. La majorité de ses proies sont des coléoptères, avec moins fréquemment des larves de lépidoptères et des hyménoptères.

### Reproduction
La femelle construit un nid de brindilles et de jeunes pousses dans un arbre ou un grand arbuste, entre 2 et 5 m au-dessus du sol. La couvée comprend généralement 3 ou 4 œufs, bien que des couvées de 5 ou 6 soient possibles. Les deux sexes couvent les œufs, pour une durée comprise entre 12 et 14 jours. Les jeunes quittent le nid entre 9 et 12 jours après l'éclosion.
Il peut arriver occasionnellement que le même nid soit réutilisé sur plusieurs années.

### Prédation
Les nids de cardinal sont la victime de plusieurs oiseaux comme le Geai bleu et le Quiscale bronzé et de mammifères comme les écureuils.
Les adultes peuvent être chassés par les éperviers de Cooper ou les éperviers bruns.
Le cardinal à poitrine rose peut aussi être victime du parasitisme de couvée de la part du Vacher à tête brune, bien qu'il ne semble pas être un hôte privilégié.

## Systématique
L'espèce a été décrite pour la première fois par Carl von Linné en 1766, sous le nom Loxia ludoviciana, en se fondant sur la description faite par Mathurin Jacques Brisson sous le nom Coccothraulles ludoviciana. Elle a par la suite été reclassée dans différents genres à plusieurs reprises, en Habia ludoviciana, Zamelodia ludoviciana, Hedymeles ludovicianus et enfin sa classification actuelle Pheutictus ludovicianus, qui s'est stabilisée entre 1931 et 1957,.
Le cardinal à poitrine rose est une espèce monotypique.
Il est un proche cousin du Cardinal à tête noire, l'autre membre du genre Pheucticus vivant en Amérique du Nord (occupant la moitié ouest), avec qui il forme un groupe à part des autres Pheucticus, dont ils ont divergé il y a 2,8 millions d'années. Il partage avec lui une zone d'hybridation dans les Grandes Plaines, notamment dans le Nebraska et dans le Dakota du Sud, en particulier le long du fleuve Missouri. La zone est assez restreinte, ce qui est attendu pour deux espèces ayant fortement divergé, dont les hybrides ont tendance à être moins viables.

## Le cardinal à poitrine rose et l'humain

### Conservation
Le cardinal à poitrine rose est classé comme "préoccupation mineure" par l'UICN, au vu de sa large aire de répartition et population, bien que celle-ci semble être en légère diminution.

## Galerie

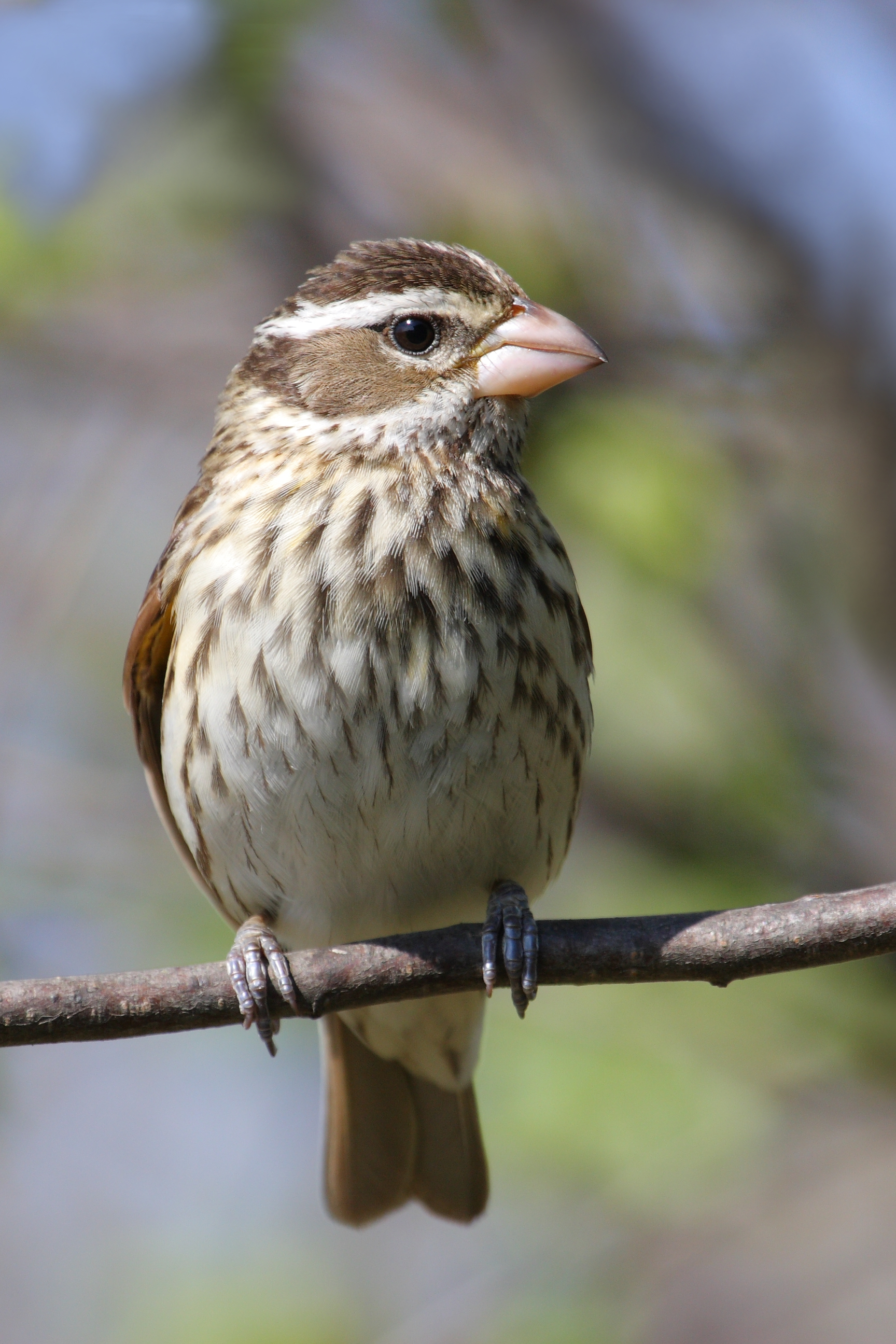
Femelle
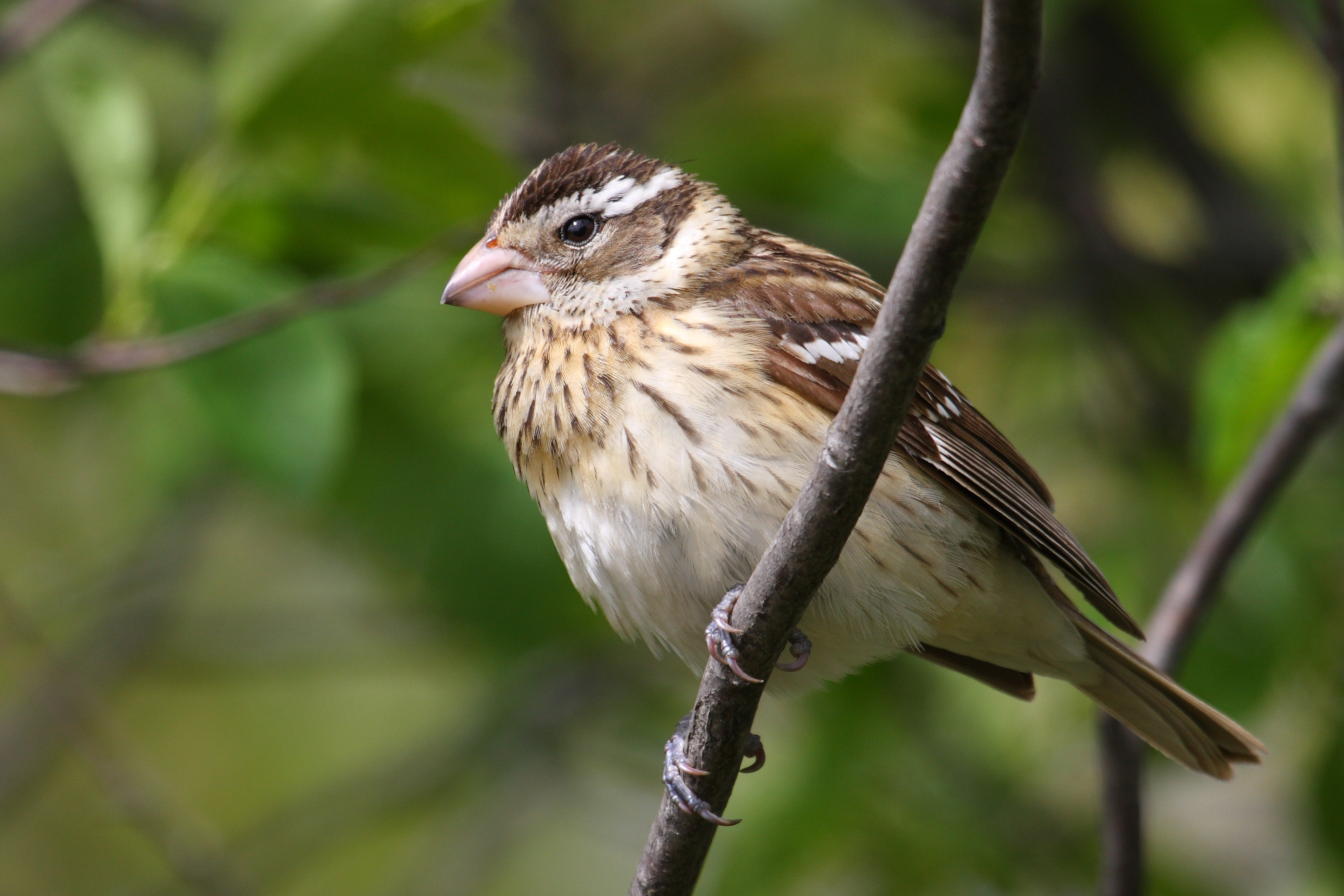
Femelle
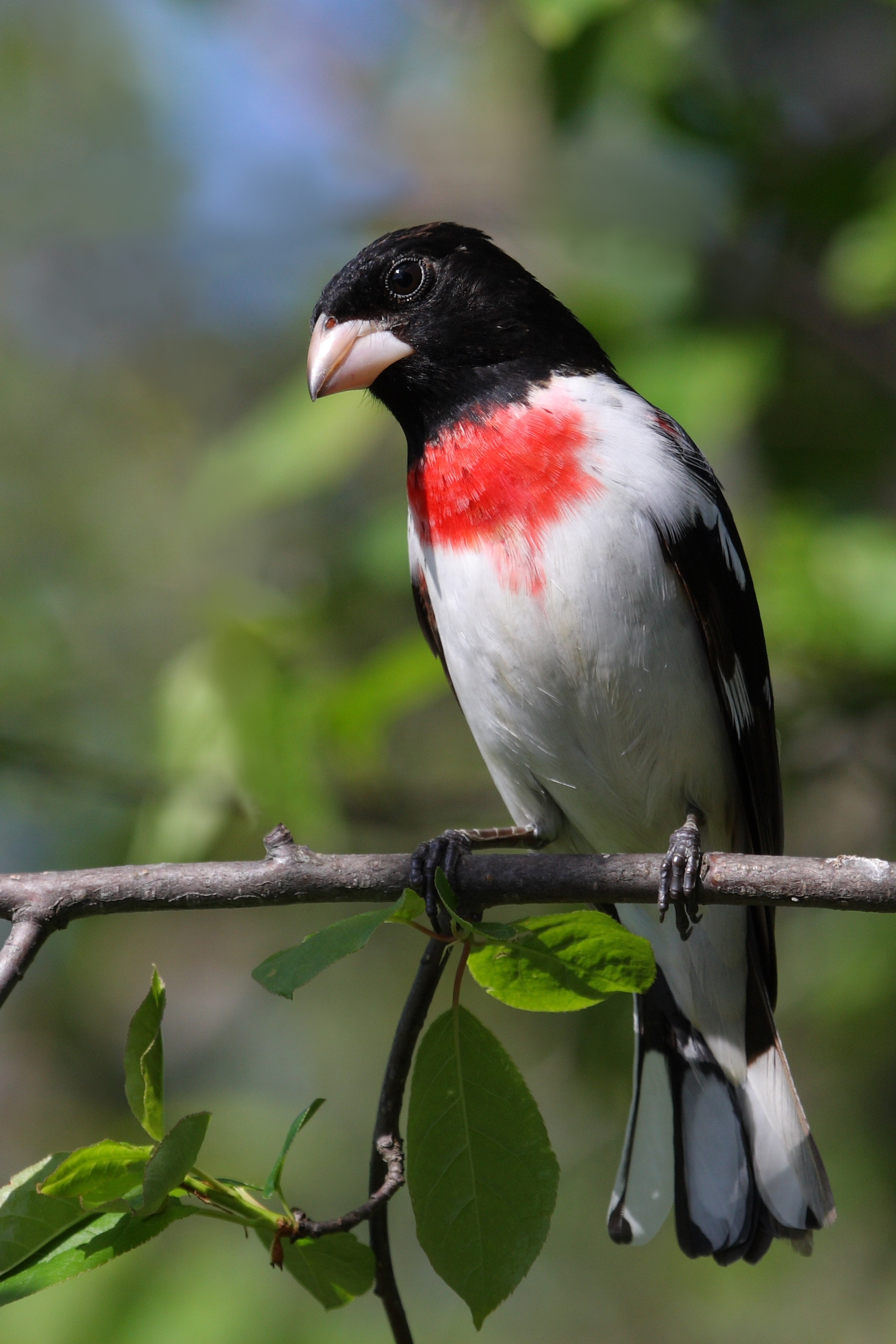
Mâle